# St. Nikolaus (Hausen im Killertal)

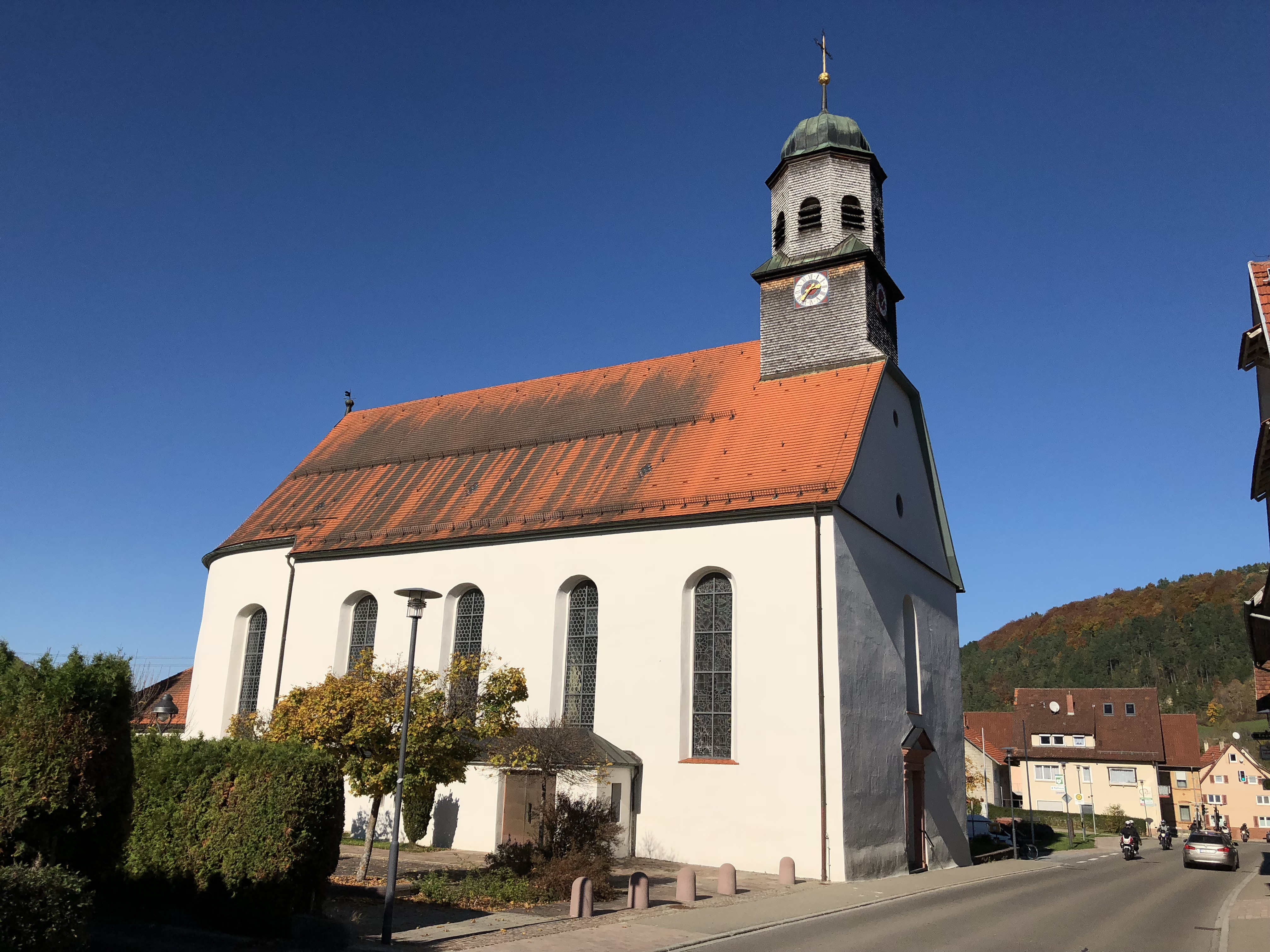
St. Nikolaus in Hausen

Die römisch-katholische Pfarrkirche St. Nikolaus steht in Hausen im Killertal, einem Gemeindeteil der Kleinstadt Burladingen im Zollernalbkreis in Baden-Württemberg. Die Kirchengemeinde gehört zum Erzbistum Freiburg. Das Bauwerk ist beim Landesamt für Denkmalpflege Baden-Württemberg als Baudenkmal eingetragen.

## Beschreibung

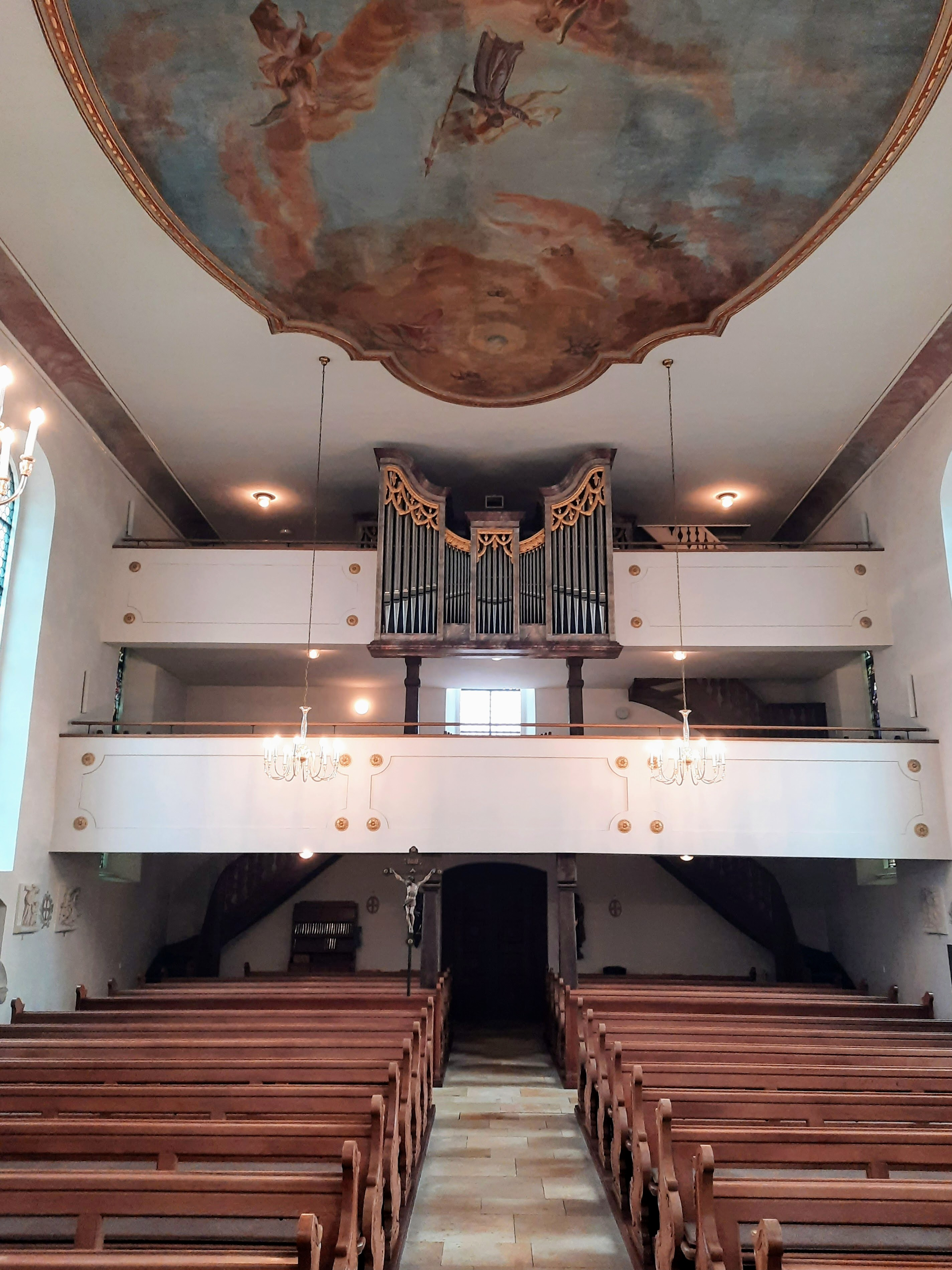
Innenraum, Blick zur Orgel

Die Saalkirche wurde 1785 errichtet. Sie besteht aus einem Langhaus und einem eingezogenen, halbrund geschlossenen Chor im Westen, an den sich in der Längsachse die Sakristei anschließt. Aus dem Satteldach des Langhauses erhebt sich im Osten ein quadratischer Dachreiter, der die Turmuhr und das darauf sitzende achteckige Geschoss den Glockenstuhl beherbergt und der mit einer Welschen Haube bedeckt ist. 
Die Deckenmalerei im Innenraum des Langhauses zeigt Christi Himmelfahrt, im Chor wird der Heilige Geist dargestellt. Die Orgel wurde 1985 als Opus 184 von Stehle Orgelbau in das Gehäuse des Vorgängerinstruments aus dem 18. Jahrhundert gebaut. Sie umfasst 23 Register, verteilt auf zwei Manuale und Pedal.